# Десантник

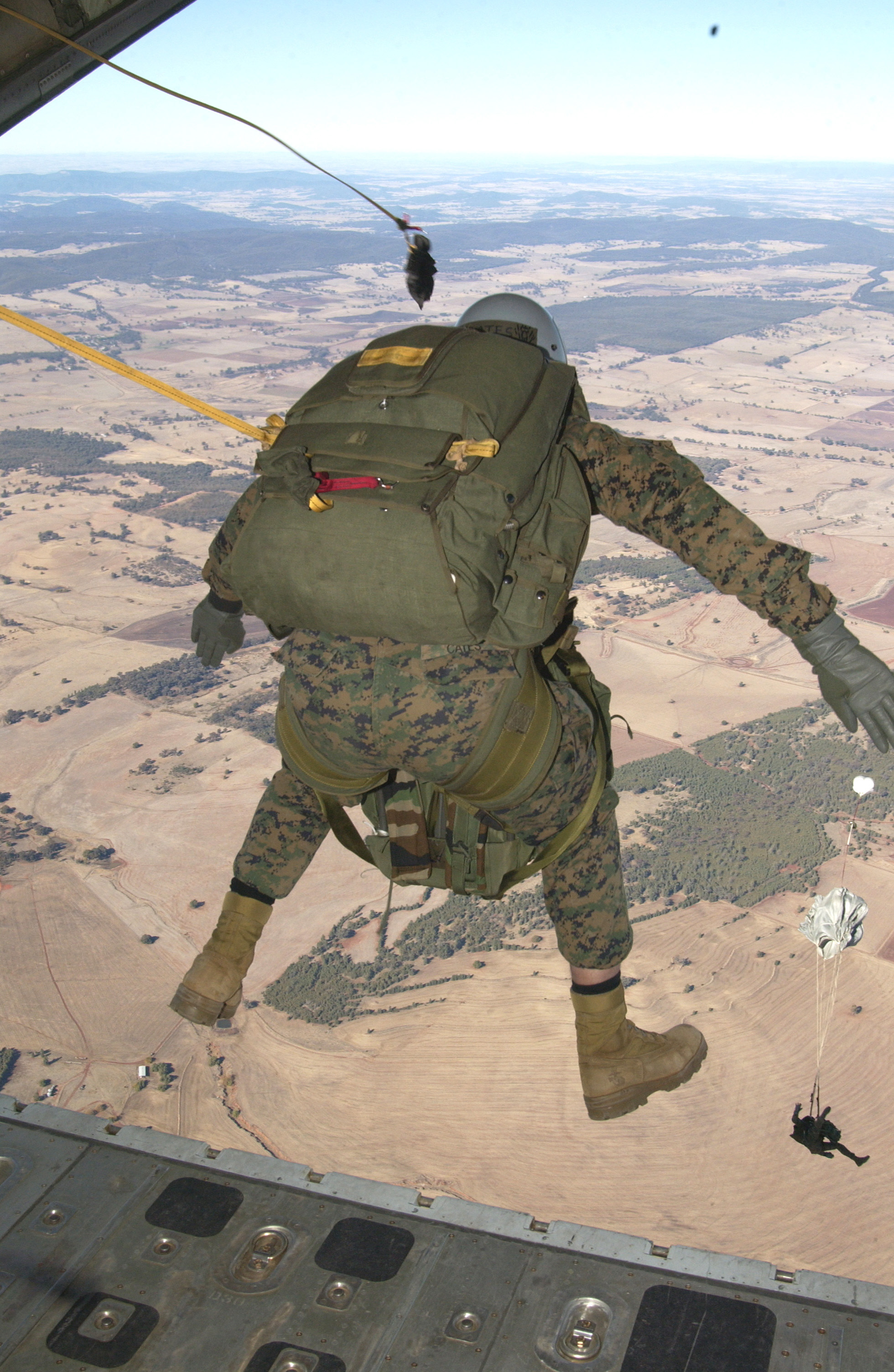
Десантник Корпусу морської піхоти США здійснює стрибок з літака С-130 «Геркулес»

Деса́нтник (парашути́ст) — військовослужбовець, що здійснює десантування повітрям за допомогою парашутних систем, спускових пристроїв або іншим способом, та веде, як правило, активні бойові дії в тилу ворога.
У Збройних силах держав належить до складу повітряно-десантних військ, високомобільних військ, сил спеціальних операцій, морської піхоти та інших родів військ.
Озброєнні легкою стрілецькою зброєю, засобами зв'язку, спостереження, вибуховими речовинами, засобами індивідуального захисту. При веденні бойових дій можуть діяти від декількох годин до кількох діб автономно.

## Зміст

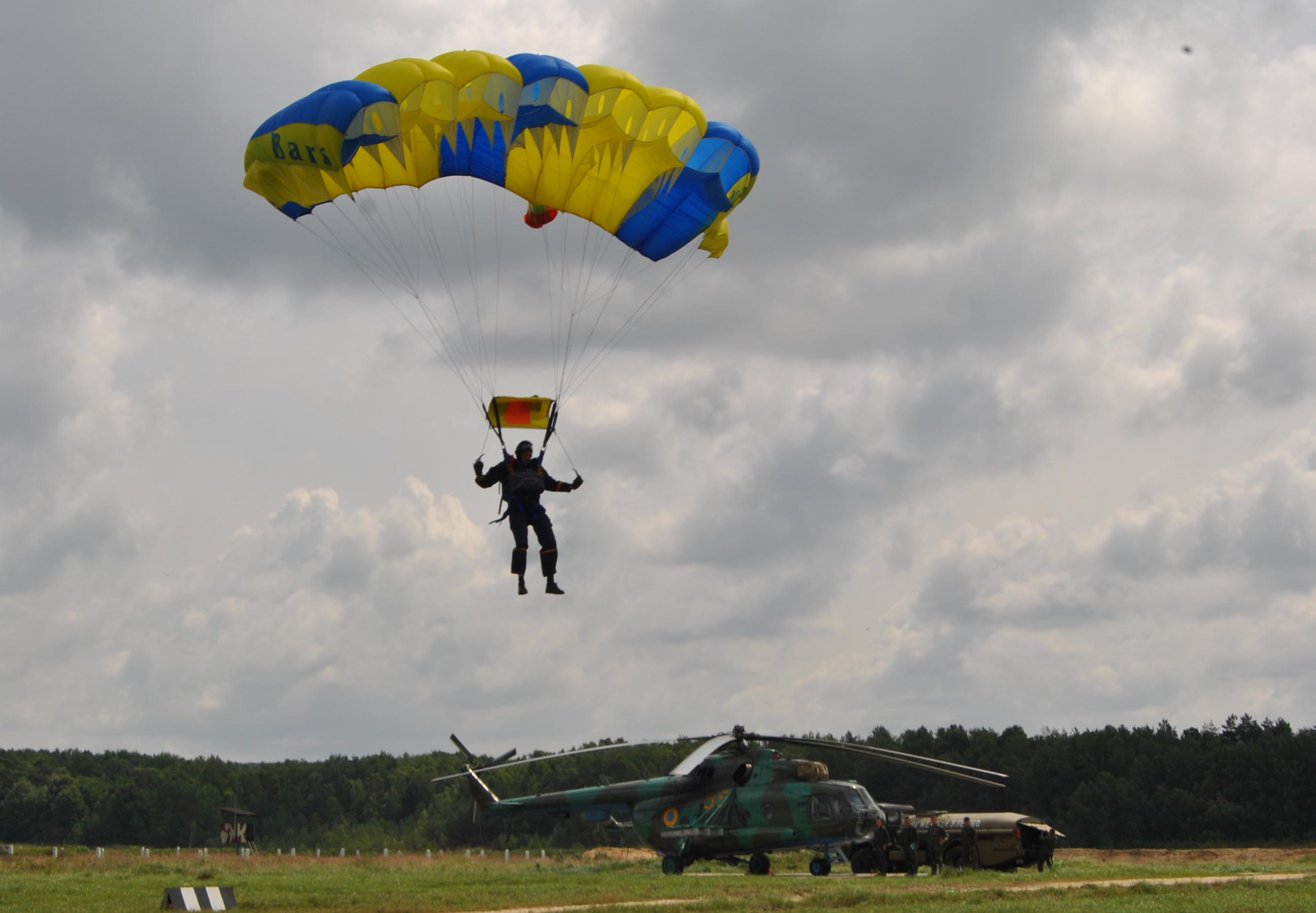
Український парашутист приземляється на Яворівському полігоні під час військових навчань «Швидкий тризуб»-2013

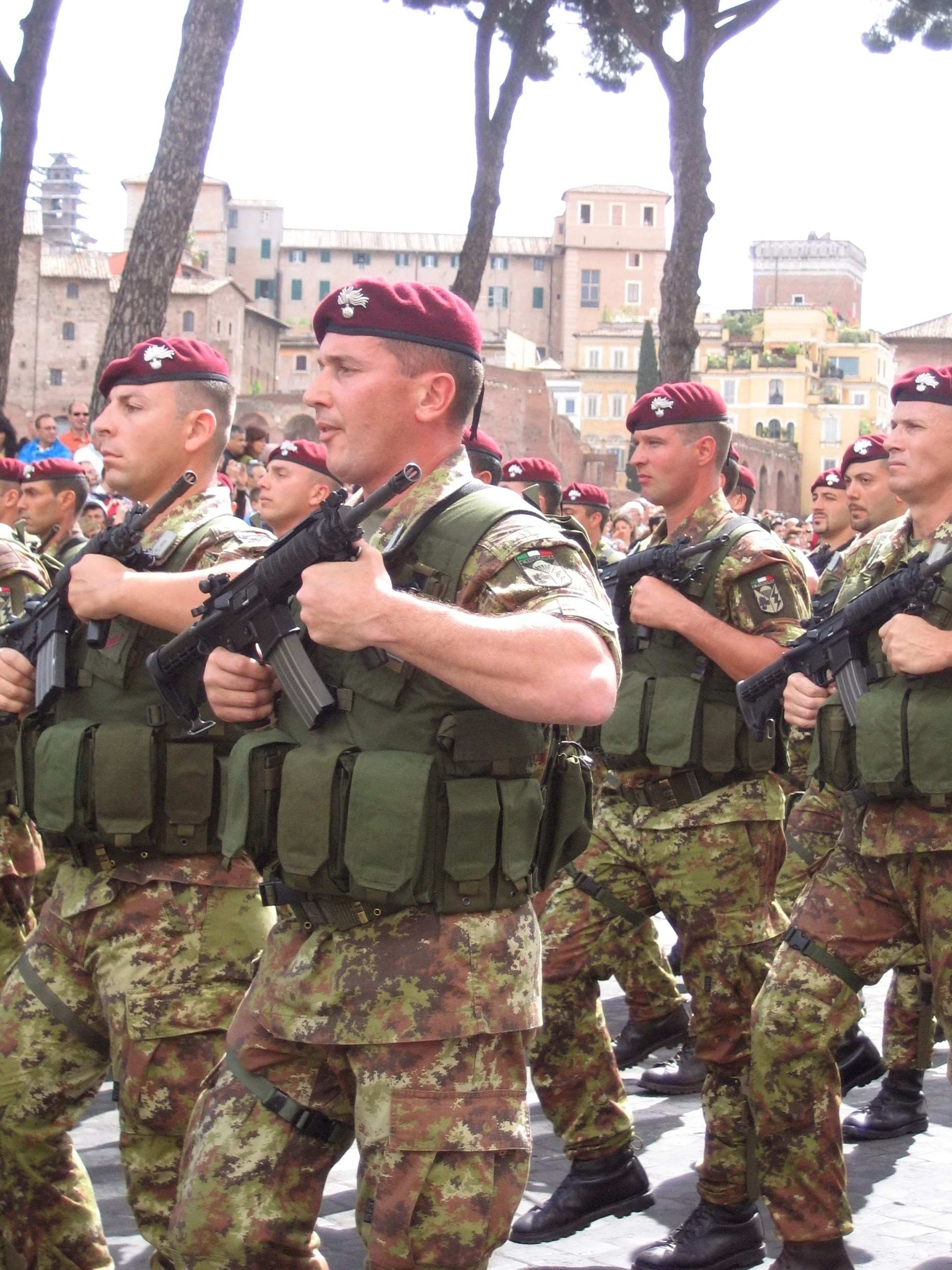
Десантники повітряно-десантних військ Італії під час військового параду

Родоначальником теорії застосування десантників у бойових умовах був командувач авіацією США на Західному фронті бригадний генерал Вільям «Біллі» Мітчелл, який запропонував ще в 1918 році здійснити першу у світі висадки піхоти з повітря. У зв'язку із завершенням Першої світової війни операція проведена не була. На практиці доктрина висадки з повітря озброєних піхотинців була вперше апробована італійцями (1929) і згодом Радянським Союзом (1930). Проте, під час Другої світової війни, десантники обох країн діяли в основному як елітна піхота на полі бою. Німецькі парашутисти (Fallschirmjäger) вперше були широко застосовані в повітряно-десантних операціях на початку Другої світової війни, а згодом у світовій війні досвід десантування з повітря здобули і західні союзники.
У зв'язку з обмеженою здатністю транспортних літаків періоду Другої світової війни (наприклад, Ю-52), десантники рідко здійснювали стрибки в групах більше, ніж 20 чоловік з одного повітряного судна.